# Schalenstein von Drethem

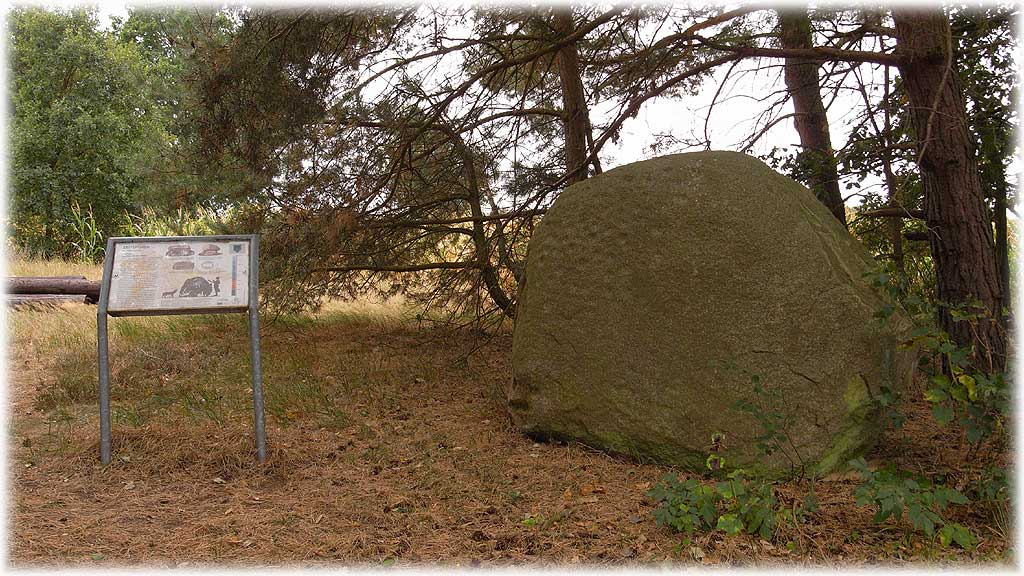
Schalenstein von Drethem

Der Schalenstein von Drethem bei Hitzacker im Naturpark Wendland.Elbe, bis Oktober 2024 "Naturpark Elbhöhen-Wendland" in Niedersachsen wurde 1968 in einem Acker 40 cm unter der Oberfläche gefunden.
Auf der oberen Hälfte des an neuer Stelle aufgestellten, etwa zwei Meter hohen Findlings sind 44 Schälchen angebracht. Sie messen 3–7 cm im Durchmesser und sind bis zu 2,5 cm tief. Einige sind stark verwittert.
Die Schälchen sind schwer datierbar. Laut Peter Vilhelm Glob kommen sie am Ende der Steinzeit in Gebrauch, wo sie in den großen Grabkisten auftreten und zusammen mit anderen Elementen die Schwelle zur Bronzezeit bildet.